# Bohdan Zdziennicki
Bohdan Marian Zdziennicki (ur. 8 stycznia 1944 w Augustowie) – polski prawnik, doktor nauk prawnych, sędzia Naczelnego Sądu Administracyjnego, w latach 2001–2010 sędzia Trybunału Konstytucyjnego, prezes TK w latach 2008–2010.

## Życiorys
Absolwent I Liceum Ogólnokształcącego w Augustowie (1961). Ukończył w 1966 studia na Wydziale Prawa i Administracji Uniwersytetu Warszawskiego, po których podjął pracę w Instytucie Nauk Prawnych Polskiej Akademii Nauk. Egzamin sędziowski zdał w 1969. W 1970 został pracownikiem naukowo-dydaktycznym Wydziału Prawa i Administracji UW w Katedrze Prawa Rolnego, prowadził też wykłady w Podyplomowym Studium Administracji na tym wydziale. Pracował też na stanowisku profesora na Wydziale Prawa i Administracji Uniwersytetu Warmińsko-Mazurskiego w Olsztynie.
W 1974 uzyskał stopień doktora nauk prawnych (jego praca doktorska została nagrodzona w ogólnopolskim konkursie „Państwa i Prawa”). W 2000 objął stanowisko profesora nadzwyczajnego w Wyższej Szkole Administracji Publicznej w Ostrołęce.
Od 1977 zajmował się pracami legislacyjnymi w Ministerstwie Sprawiedliwości. W 1979 został wicedyrektorem Departamentu Prawnego w tym resorcie, odpowiadając za nadzór w zakresie prawa cywilnego, rolnego i gospodarczego. W latach 1994–1997 pełnił funkcję podsekretarza stanu w Ministerstwie Sprawiedliwości odpowiedzialnego za prace legislacyjne. Był członkiem prezydium i sekretarzem Rady Legislacyjnej działającej przy prezesie Rady Ministrów, członkiem Komisji Reformy Prawa Cywilnego, a w latach 80. Rady Antymonopolowej przy ministrze finansów. Przez 20 lat orzekał jako sędzia Naczelnego Sądu Administracyjnego.
W listopadzie 2001 został powołany przez Sejm w skład Trybunału Konstytucyjnego. 26 czerwca 2008 objął stanowisko prezesa Trybunału Konstytucyjnego. W grudniu 2010 zakończył dziewięcioletnią kadencję. Był później dziekanem Wydziału Prawa i Administracji Wyższej Szkoły Zarządzania i Prawa im. Heleny Chodkowskiej.
Członek Zrzeszenia Prawników Polskich (w latach 1990–1997 zasiadał we władzach tego stowarzyszenia) oraz Polskiego Towarzystwa Legislacji. Objął funkcję zastępcy przewodniczącego kolegium redakcyjnego miesięcznika „Jurysta” i przewodniczącego rady programowej Stowarzyszenia Sędziów „Themis”.
Jest autorem publikacji naukowych i popularnonaukowych z zakresu prawa rolnego, cywilnego, administracyjnego, gospodarczego, ustroju wymiaru sprawiedliwości i teorii legislacji.
Odznaczony Krzyżem Komandorskim Orderu Odrodzenia Polski (2010) oraz Krzyżem Komandorskim Orderu Wielkiego Księcia Giedymina Republiki Litewskiej (2011).
Z pierwszą żoną Anną, nauczycielką biologii, ma dwóch synów. Od 2000 mąż Małgorzaty Gersdorf.